# Дубне
Ду́бне (пол. Dubne) — село в Польщі, на Лемківщині, у гміні Мушина Новосондецького повіту Малопольського воєводства.
Населення — 55 осіб (2011).

## Розташування
Село розміщене на кордоні зі Словаччиною — на схід лежить село Ленартів, на південь— Обручне Пряшівського краю Бардіївського округу. На північ розташоване село Войкова. Село розташоване на території Попрадського ландшафтного парку.

## Історія
З листопада 1918 по січень 1920 село входило до складу Лемківської Республіки.
До середини XX ст. в селі проживало виключно лемківське населення. У 1939 році з 370 жителів села — усі українці.
До 1945 р. в селі була дочірня греко-католицька церква парохії Лелюхів Мушинського деканату, метричні книги велися з 1786 року.
Після Другої світової війни Лемківщина, попри сподівання лемків на входження в УРСР, була віддана Польщі, а корінне українське населення примусово-добровільно вивозилося в СРСР. Згодом, у період між 1945 і 1947 роками, у цьому районі тривала боротьба між підрозділами УПА та радянським військами. Ті, хто вижив, 1947 року під час Операції Вісла були ув'язнені в концтаборі Явожно або депортовані на понімецькі землі Польщі.
У 1975-1998 роках село належало до Новосондецького воєводства.

## Пам'ятки
- В селі збереглася церква Архангела Михаїла з 1863 року зі збереженим внутрішнім оздобленням ХІХ ст., після 1947 року перетворена на костел.

## Демографія
Демографічна структура станом на 31 березня 2011 року:
|          | Загалом | Допрацездатний вік | Працездатний вік | Постпрацездатний вік |
| -------- | ------- | ------------------ | ---------------- | -------------------- |
| Чоловіки | 32      | 10                 | 18               | 4                    |
| Жінки    | 23      | 5                  | 13               | 5                    |
| Разом    | 55      | 15                 | 31               | 9                    |